# PRISM (監視プログラム)

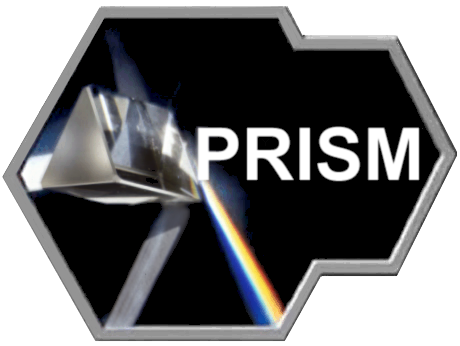
ロゴマーク

PRISM（プリズム）とは、アメリカ国家安全保障局 (NSA) などが2007年から運営する、極秘の大量監視（英: mass surveillance）プログラムである。大手IT企業を経由してインターネット上の情報を広範に収集し監視する。正式名称はUS-984XN。コードネームは、名前のとおりプリズムにちなむ。

## 概要
マイクロソフトの「So.cl」（ソーシャル）、Google、Yahoo!、Facebook、Apple、AOL、Skype、YouTube、Paltalkの、合わせて9つのウェブサービスを対象に、ユーザーの電子メールや文書、写真、利用記録、通話など、多岐に渡るメタ情報の収集を意図している。また、クラウドストレージサービスのDropboxが10番目の監視対象サービスとして追加されることが予定されていた。
2013年6月6日、当時NSA勤務者だったエドワード・スノーデンからの内部告発による調査報道記事を、ガーディアンとワシントン・ポスト両紙が掲載した。これにより、極秘プログラムの存在が明らかとなり、アメリカ合衆国連邦政府筋もこの機密計画の存在を認めた。
報道で名指しされたシリコンバレーのIT企業は、一様に関与を否定していたが、のちに『コンピュータプログラムのNSA用バックドアの存在』を間接的に認めるところも現れている。バラク・オバマ政権関係者からは「合衆国内に居住するアメリカ合衆国国民を標的にしたものではない」との情報もある。
事実、エドワード・スノーデンからの情報として、日本、ブラジル、フランス、ドイツなどの首相など35人が電話盗聴の対象になっていたと、マスメディア各社は報じている。ドイツでは、連邦議会の対応に関する情報をアメリカ合衆国に売っていた連邦情報局局員とドイツ連邦軍職員がスパイ容疑で逮捕され、アメリカ大使館の情報担当書記官がペルソナ・ノン・グラータ指定を受けた。UKUSA協定に加盟するイギリス連邦諸国は、PRISMの監視対象になっていない。
また、NSAによって電子メールを監視されていた第36代ブラジル連邦共和国大統領のジルマ・ルセフは、国際連合本部での演説で「プライバシーの権利がないのならば、真の表現と言論の自由は存在せず、したがって民主主義もあり得ない」と述べた。

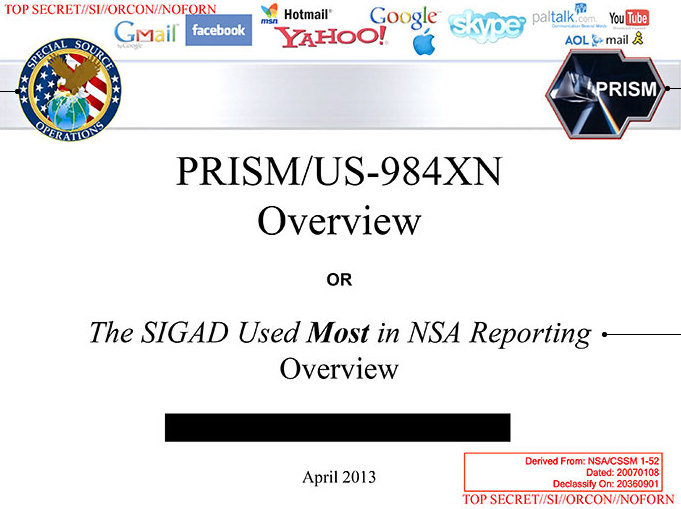
流出したアメリカ合衆国連邦政府の極秘パワーポイント資料の表紙
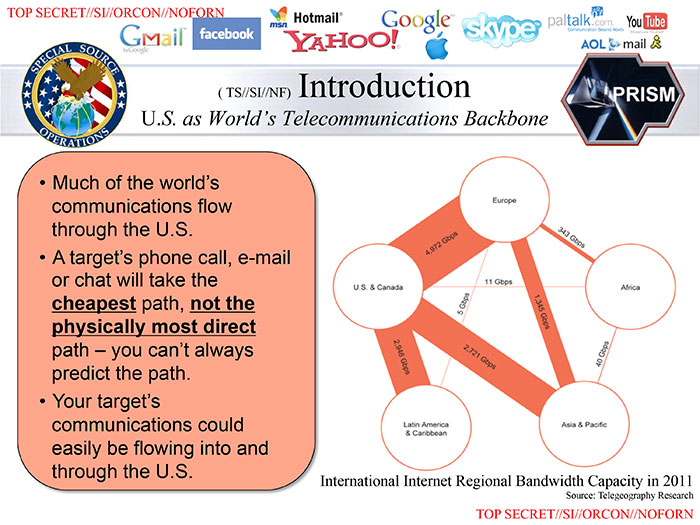
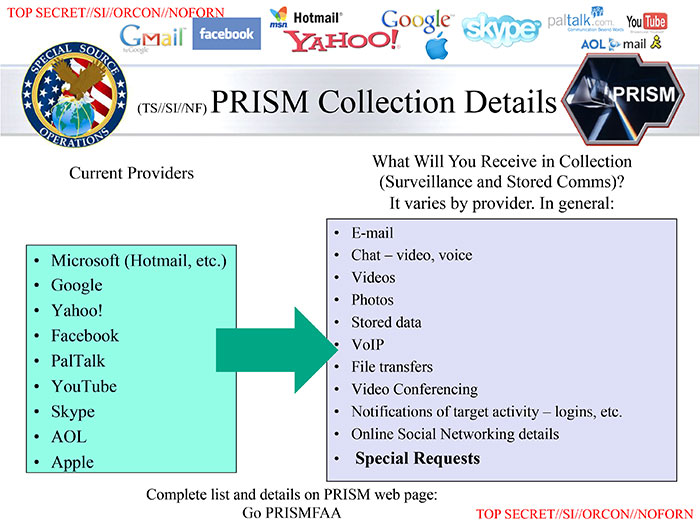
情報収集の詳細を示すパワーポイント資料。左側に対象インターネットサービスプロバイダ9社、右側に電子メール・音声通話・動画・写真など、入手可能な情報が記されている。
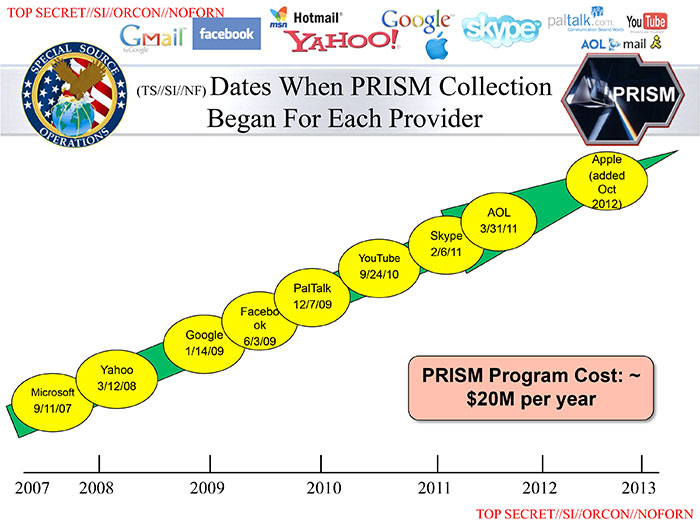
プロバイダ別の情報収集開始日を示すパワーポイント資料。「マイクロソフト2007年9月11日、ヤフー2008年3月12日・・・アップル（2012年10月追加）」などと説明され、PRISM経費は最大で年間2千万ドルと付記されている。
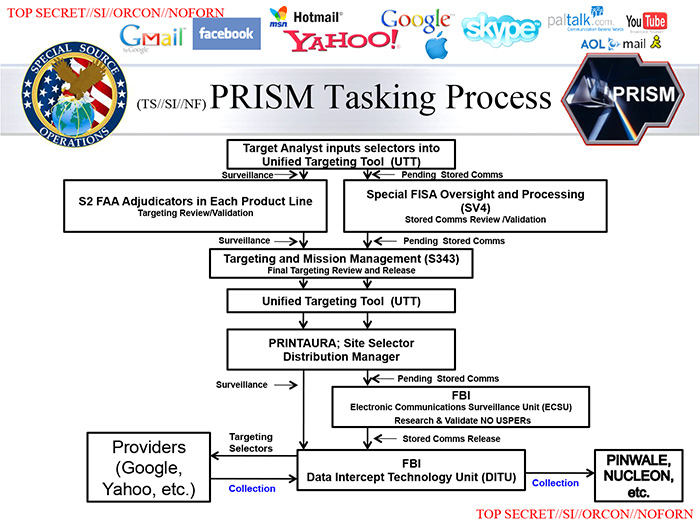
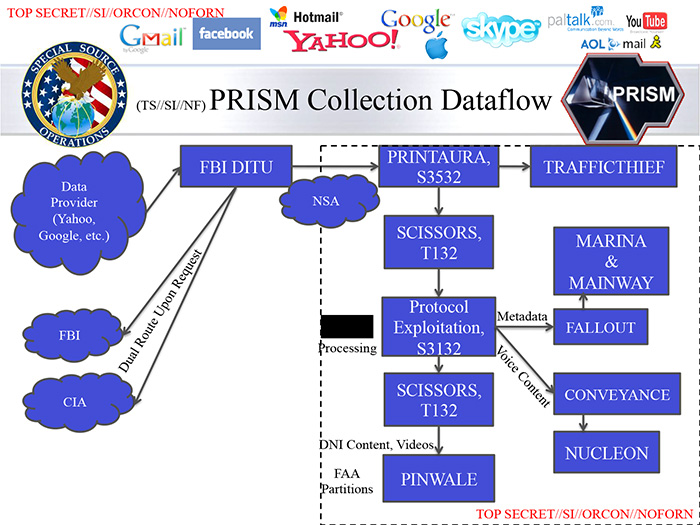
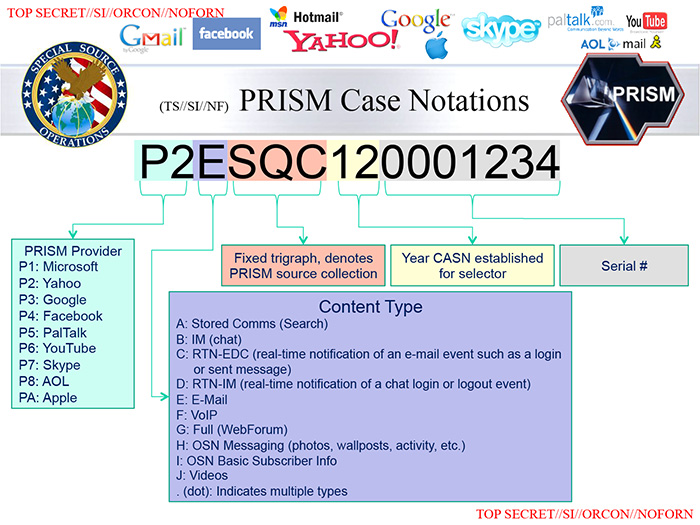
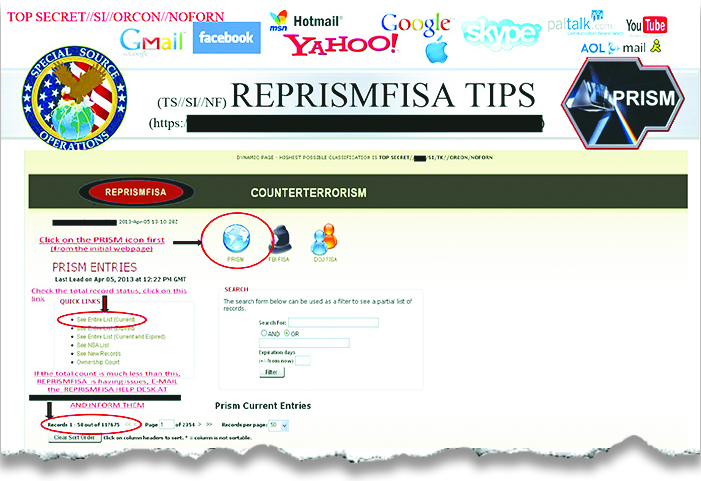
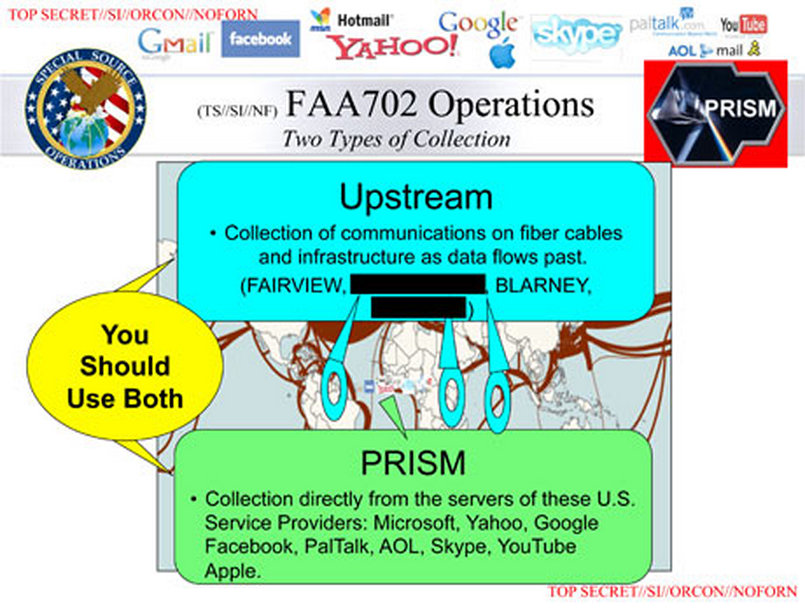
パワーポイント資料。外国情報監視法702条 (FAA702) に基づき、2つの方法で情報収集できるとしている。

## 沿革
- 2007年9月、Microsoftがプログラムに参加[1]。
- 2008年、Yahoo!がプログラムに参加[1]。
- 2009年、Google、Facebook、Paltalkがプログラムに参加[1]。
- 2010年、YouTubeがプログラムに参加[1]。
- 2011年、Skype、AOLがプログラムに参加[1]。
- 2012年、Appleがプログラムに参加[1]。
- 2013年6月6日、元NSA・CIA局員エドワード・スノーデンの内部告発により、PRISMの存在が報道された[5][6][7][8][9]。